# Los Machucos
El alto de Los Machucos o collao Espina (en cántabro, colláu Espina) es un paso de montaña en el sector más oriental de la cordillera Cantábrica, conocido como las montañas pasiegas, en Cantabria (España). La carretera, que tiene una longitud de unos 14 km, fue proyectada y trazada entre 2003 y 2007 y con su apertura se permitió salvar una distancia de 50 km. En su cumbre se encuentra el monumento a la vaca pasiega, colocado en 2010 y que ha sido objeto de vandalismo y restauración en varias ocasiones.
Está situado a 921 m de altitud y comunica Bustablado (Arredondo) con Calseca (Ruesga) y San Roque de Riomiera. Destacan sus rampas del 15 al 20 %, llegando a alcanzar el 28 %. La media es del 7,76 % y posee un desnivel de, aproximadamente, 700 m.
El alto se hizo conocido en 2017 por haber sido en ese año final de etapa de la Vuelta a España. Volvió a serlo dos años después.

## Ciclismo
| Año  | Etapa | Fecha           | Cat. | Salida     | km    | Ganador          | Líder         |
| 2017 | 17.ª  | 6 de septiembre | Esp. | Villadiego | 180,5 | Alberto Contador | Chris Froome  |
| 2019 | 13.ª  | 6 de septiembre | Esp. | Bilbao     | 166,4 | Tadej Pogačar    | Primož Roglič |